# Perreux, Loire
Perreux är en kommun i departementet Loire i regionen Auvergne-Rhône-Alpes i centrala Frankrike. Kommunen ligger i kantonen Perreux som tillhör arrondissementet Roanne. År 2022 hade Perreux 2 105 invånare.

## Befolkningsutveckling
Antalet invånare i kommunen Perreux
| Referens: INSEE |